# Mittbach (Isen)
Das Kirchdorf Mittbach ist ein südwestlicher Gemeindeteil des Marktes Isen im oberbayerischen Landkreis Erding. 

## Geschichte
Der Ort wird in einer Freisinger Urkunde vom 9. Dezember 870 als Mitapah erstmals erwähnt. Ein Ortsadliger (Otto de Mitepahc) tritt um 1150 als Zeuge bei einer Schenkung des Edlen Wito von Zell an das Kloster Ebersberg auf. Seit der Gründung der freisingischen Herrschaft Burgrain, war Mittbach ein südwestlicher Teil von ihr. Nach deren Auflösung infolge der Säkularisation wurde 1808 aus dem südwestlichen Viertel des Herrschaftsgebietes die Gemeinde Mittbach gebildet und kam 1818 zum Landgericht und späteren Bezirksamt Wasserburg. 
1939 wurde das Gemeindegebiet (süd)westlich (unterhalb) des Waldhangs der Mittbacher Au mit den niedriger gelegenen Ortsfluren Au, Berg, Kronacker, Oberkaging und Niederkaging von der Gemeinde Mittbach im damaligen Landkreis Wasserburg am Inn abgetrennt und der Gemeinde Hohenlinden im Landkreis Ebersberg zugeschlagen.
Bis zur Kreisgebietsreform, die am 1. Juli 1972 in Kraft trat, gehörte die Gemeinde Mittbach dem Landkreis Wasserburg am Inn an und wurde dann dem Landkreis Erding zugeschlagen.
Am 1. Mai 1978 wurde Mittbach bei der Gebietsreform in Bayern in den Markt Isen eingegliedert.

### Pfarrgeschichte
Bis 1450 gehörte die Kirche von Mittbach zur Pfarrei Burgrain, dann wurde der Pfarrsitz nach Mittbach verlegt. Zur Pfarrei gehörten bis zu deren Auflösung 1828 die Filialen Burgrain, Kronacker, Hohenlinden, Pyramoos und Wetting. Dann wurde der Pfarrsitz nach Hohenlinden verlegt und Mittbach in die Pfarrei Pemmering eingegliedert.

## Geographie und Ortsbeschreibung

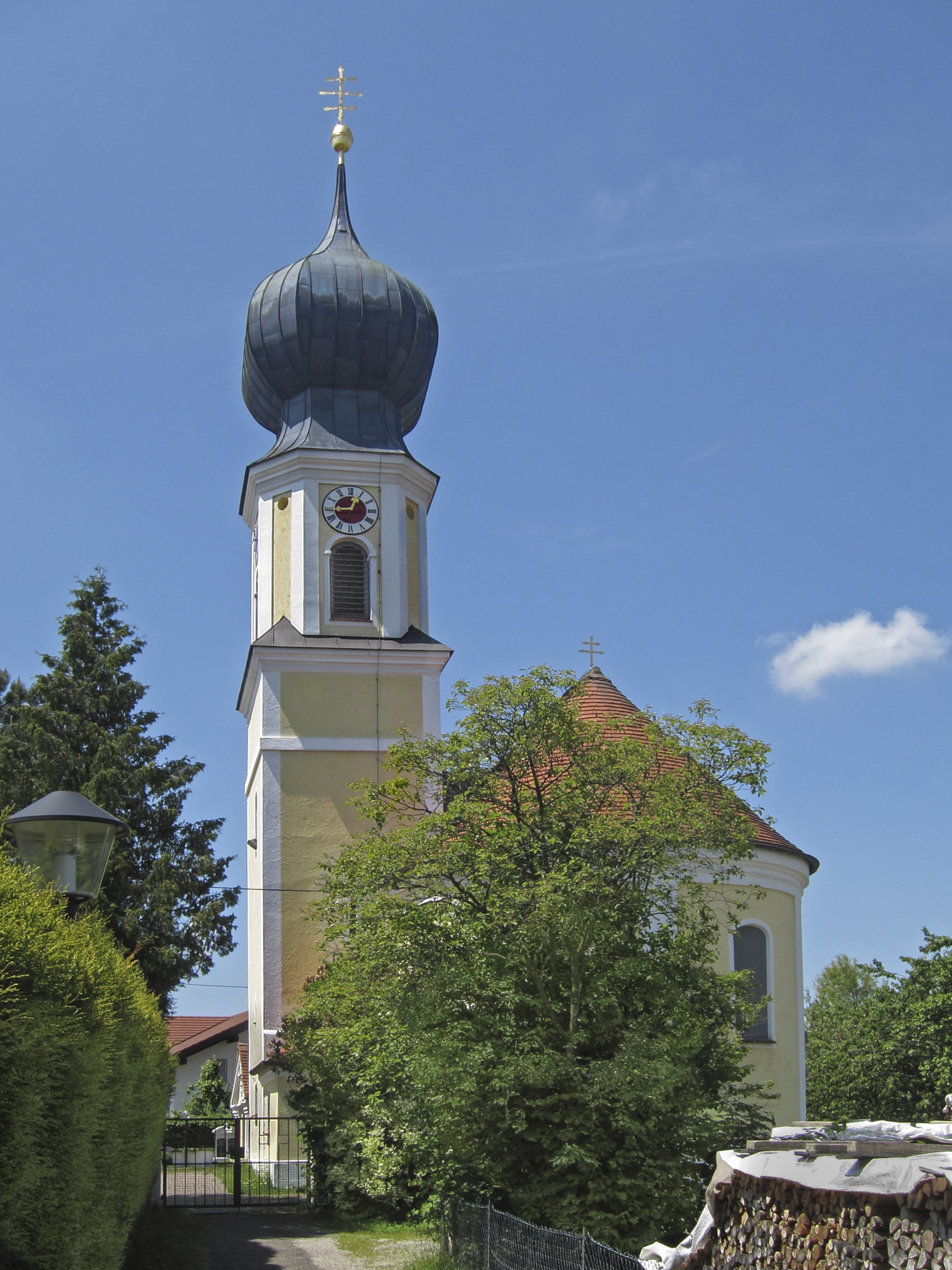
Filialkirche St. Urban

Mittbach (624 m) liegt hoch über Hohenlinden (540 m) und dem oberen Isental (555 m), am Rande des Forstes Mittbacher Au einem Ausläufer des weitläufigen Großhaager Forstes. Zwischen Mittbach und dem nördlichen Nachbarort Pemmering ist ein Freiraum von nur 15 bis 20 m. Mittbach zeigt sich heute als Haufendorf neuerer Art (mit einem kleinen alten Dorfkern), in dessen Mitte die Dorfkirche steht. Im Zuge der ersten bayerischen Landesvermessung wurde der Ort aufgrund seiner erhöhten Lage als Hauptdreiecksnetzpunkt ausgewählt und 1803 vermessen.

## Filialkirche St. Urban
Die ursprüngliche Kirche war ein gotischer Bau, der wohl – wie die Turmstellung verrät – zwischen 1475 und 1520 erbaut wurde. Dieser ursprünglich gotische Bau (von dem Fundamentreste verwendet wurden) wurde ab 1709 stark verändert, im Stil des Spätbarocks. Die Kirche besitzt im Inneren ein Stichkappentonnengewölbe, die Rahmen und Quergurten sind stuckiert, sowie die Deckenfresko-Rahmung im Chor. Der spätbarocke Hochaltar und der linke Seitenaltar stammen aus der Zeit um 1710, der rechte Rokoko-Seitenaltar wurde 1765 erstellt.

## Ehemaliges Gemeindegebiet
Zu der damals 11,6640 km² großen und 684 Einwohner (Stand der Volkszählung 1961) zählenden Gemeinde gehörten die Dörfer Pemmering, Burgrain und Mittbach, die Weiler Aich, Fahrnbach, Fleck, Giesering, Hub, Kemating und Reit, sowie die Einöden Daxau und Kuglmühle. Die Ortsteile Au, Berg, Kronacker, Oberkaging und Niederkaging wurden bereits 1939 der Gemeinde Hohenlinden im Landkreis Ebersberg zugeschlagen. Bis dahin betrug die Gemeindefläche 14,8145 km².
Daxau

Östlich nahe Pemmering und Mittbach liegt die Daxau, ehemals ein alter  Bauernhof mit eigener Brauerei und Wirtshaus bis etwa 1980. Durch Landverkauf des Bauern und Brauereibetreibers entstand ab 1958 eine Wochenendsiedlung, die bis heute auf 46 Wohnhäuser angewachsen ist.